# جورج بوب موريس
جورج بوب موريس (بالإنجليزية: George Pope Morris)‏ هو صحفي وشاعر أمريكي، ولد في 10 أكتوبر 1802 في فيلادلفيا في الولايات المتحدة، وتوفي في 6 يوليو 1864 في نيويورك في الولايات المتحدة.

## وصلات خارجية
- جورج بوب موريس على موقع ميوزك برينز (الإنجليزية)
- جورج بوب موريس على موقع ديسكوغز (الإنجليزية)
- جورج بوب موريس على موقع ديسكوغز (الإنجليزية)